# Sphecozone cornuta
Sphecozone cornuta là một loài nhện trong họ Linyphiidae. Loài này được phát hiện ở Argentina.